# Сенегальская федерация футбола
Сенега́льская федера́ция футбо́ла (фр. Fédération Sénégalaise de Football) — организация, осуществляющая контроль и управление футболом в Сенегале. Располагается в Дакаре. СФФ основана в 1960 году, вступила в КАФ и в ФИФА в 1964 году. В 1975 году стала членом-основателем Западноафриканского футбольного союза. Федерация организует деятельность и управляет национальными сборными по футболу (мужской, женской, молодёжными). Под эгидой федерации проводится чемпионат страны и многие другие соревнования.